# Buta (Burundi)
Buta – miejscowość w gminie Bururi, w prowincji Bururi, w południowym Burundi.
Miejscowość znajduje się 106 km drogą na południowy wschód od Bużumbury. Podczas burundyjskej wojny domowej 30 kwietnia 1997 roku w Niższym Seminarium Duchownym w Buta bojownicy z Sił Obrony Demokracji (fr. Force pour la défense de la démocratie), zbrojnego ramienia Narodowej Rady na rzecz Obrony Demokracji (fr. Conseil National pour la Défense de la Démocratie) zamordowali 44 seminarzystów Hutu i Tutsi, którzy nie chcieli się rozdzielić.